# Onthophagus dubitabilis
Onthophagus dubitabilis es una especie de insecto del género Onthophagus de la familia Scarabaeidae del orden Coleoptera.

## Historia
Fue descrita científicamente por primera vez en el año 2004 por Howden & Génier.